# Rousserolle des Carolines
Acrocephalus syrinx
Espèce
Statut de conservation UICN

 LC  : Préoccupation mineure
La Rousserolle des Carolines (Acrocephalus syrinx) est une espèce de passereaux de la famille des Acrocephalidae, originaire d'Océanie. Elle est aussi appelée rousserolle de Kittlitz.

## Répartition
Cette espèce est endémique de l'archipel des Carolines, plus précisément des îles Woleai, Lamotrek, Truk, Pohnpei, Nukuoro et Kosrae, qui appartiennent aux États fédérés de Micronésie.